# Luca Ghiotto
Luca Ghiotto (Arzignano, 1995. február 24. –) olasz autóversenyző.

## Pályafutása

### Gokart
Ghiotto 2008-ban kezdett gokartozással. Ebben az évben megnyerte a Bajnokok kupájának KF3-as osztályát. 2010 végéig a KF3-ban maradt.

### Formula Abarath
2011-ben debütált először együléses sorozatban. A Prema Powerteam pilótájaként a Formula Abarth olasz bajnokság ranglistáján a 9. lett egy dobogóval, amit Misano-ban szerzett, míg az európai szériában a 6. helyezett lett négy pódiummal. 2012-ben szintén a Premával 2. lett összetettben, mindkét végelszámolásban.

### GP3
2014-ben a Trident-nél lehetőséget kapott, hogy induljon a belga és az olasz hétvégéken. Rögtön a legelső időmérőjén megszerezte az első-rajtkockát, azonban a futamon csak a 18. lett és a továbbiakban nem is szerzett több pontot. 2015-re a teljes idényre leszerződött. Egészen a legutolsó versenyig harcban állt a bajnoki trófeáért, amit elvesztett Esteban Ocon javára.

### GP2
2016-ban már a GP2-es istállónál bizonyíthatott. Az első két hétvégén nem szerzett pontot, azonban a brit, a német és a belga hétvégéken dobogóra állhatott, majd az utolsó előtti versenyen, Malajziában a sprintfutamot meg is nyerte. Az összetettben az előkelő 8. helyen végzett 111 egységgel.

### Sportautózás
A 2019–20-as Hosszútávú-világbajnokság előtti teszteken pályára vihette az LMP1-es osztályban újonc Team LNT csapat Ginetta G60-LT-P1-esét. A 2019-es Fuji 6 órás versenyen élesben is beülhetett a konstrukcióba a #5-ös egység, Ben Hanley és Jegor Orudzsev csapattársaként.
2019 novemberében az Aston Martin R-Motorsport csapata szerződést kötött vele és nevezték több GT-sorozatba. A 2020. február 2-án tartandó legendás Bathursti 12 órás futam időmérőedzésén egyik csapattársa, Marvin Kirchhöfer hatalmas balesetet szenvedett és az autó súlyosan megrongálódott. A gárda nem tudta időben helyrehozni, így a versenyre már nem vállalták az indulást.

## Eredményei

### Karrier összefoglaló
| Szezon  | Bajnokság                       | Csapat                     | Verseny | Győzelem | Pole | Leggyorsabb kör | Dobogós helyezés | Pont | Helyezés |
| ------- | ------------------------------- | -------------------------- | ------- | -------- | ---- | --------------- | ---------------- | ---- | -------- |
| 2011    | Formula Abarth Európa-bajnokság | Prema Powerteam            | 14      | 0        | 0    | 1               | 4                | 65   | 6.       |
| 2011    | Formula Abarth Olasz bajnokság  | Prema Powerteam            | 14      | 0        | 1    | 2               | 1                | 42   | 9.       |
| 2012    | Formula Abarth Európa-bajnokság | Prema Powerteam            | 24      | 7        | 8    | 9               | 11               | 246  | 2.       |
| 2012    | Formula Abarth Olasz bajnokság  | Prema Powerteam            | 18      | 6        | 7    | 7               | 7                | 175  | 2.       |
| 2012    | Formula Renault 2.0 Alps        | Prema Powerteam            | 4       | 0        | 0    | 0               | 0                | 22   | 19.      |
| 2012    | Formula Renault 2.0 NEC         | Prema Powerteam            | 2       | 0        | 0    | 0               | 0                | 7    | 44.      |
| 2013    | Formula Renault 2.0 Alps        | Prema Powerteam            | 14      | 5        | 0    | 2               | 8                | 211  | 2.       |
| 2013    | Formula Renault 2.0 Európa-kupa | Prema Powerteam            | 14      | 1        | 1    | 0               | 2                | 69   | 9.       |
| 2013    | Pau Formula Renault 2.0 Trophy  | Prema Powerteam            | 1       | 1        | 0    | 0               | 1                | —    | 1.       |
| 2014    | Formula Renault 3.5             | International Draco Racing | 17      | 0        | 0    | 0               | 0                | 26   | 17.      |
| 2014    | GP3                             | Trident                    | 4       | 0        | 1    | 0               | 0                | 4    | 20.      |
| 2015    | GP3                             | Trident                    | 18      | 5        | 5    | 9               | 8                | 245  | 2.       |
| 2016    | GP2                             | Trident                    | 22      | 1        | 0    | 2               | 4                | 111  | 8.       |
| 2017    | Formula–2                       | Russian Time               | 22      | 1        | 0    | 1               | 7                | 185  | 4.       |
| 2018    | Formula–2                       | Campos Racing              | 24      | 0        | 0    | 2               | 4                | 111  | 8.       |
| 2019    | Formula–2                       | UNI-Virtuosi Racing        | 22      | 4        | 2    | 2               | 9                | 207  | 3.       |
| 2019–20 | WEC                             | Team LNT                   | 1       | 0        | 0    | 0               | 0                | 0,5  | 24       |
| 2020    | Formula–2                       | Hitech Grand Prix          | 23      | 1        | 0    | 2               | 4                | 106  | 10.      |
| 2020    | Intercontinental GT Challenge   | Aston Martin               | 1       | 0        | 0    | 0               | 0                | 0    | HN       |

* A szezon jelenleg is zajlik.

### Teljes Formula Renault 3.5 Series eredménylistája
(Táblázat értelmezése)

(Félkövér: pole-pozícióból indult; dőlt: leggyorsabb kört futott) 

| Év   | Csapat                     | 1        | 2       | 3        | 4        | 5        | 6       | 7        | 8        | 9        | 10       | 11       | 12       | 13       | 14      | 15       | 16       | 17       | Helyezés | Pont |
| ---- | -------------------------- | -------- | ------- | -------- | -------- | -------- | ------- | -------- | -------- | -------- | -------- | -------- | -------- | -------- | ------- | -------- | -------- | -------- | -------- | ---- |
| 2014 | International Draco Racing | MNZ 1 16 | MNZ 2 4 | ARA 1 16 | ARA 2 Ki | MON 1 14 | SPA 1 6 | SPA 2 Ki | MSC 1 16 | MSC 2 14 | NÜR 1 Ki | NÜR 2 15 | HUN 1 11 | HUN 2 19 | LEC 1 7 | LEC 2 16 | JER 1 13 | JER 2 Ki | 17.      | 26   |

### Teljes GP3-as eredménylistája
(Táblázat értelmezése)

(Félkövér: pole-pozícióból indult; dőlt: leggyorsabb kört futott) 

| Év   | Csapat  | 1         | 2         | 3         | 4         | 5         | 6         | 7         | 8         | 9         | 10        | 11         | 12         | 13         | 14         | 15        | 16        | 17        | 18        | Helyezés | Pont |
| ---- | ------- | --------- | --------- | --------- | --------- | --------- | --------- | --------- | --------- | --------- | --------- | ---------- | ---------- | ---------- | ---------- | --------- | --------- | --------- | --------- | -------- | ---- |
| 2014 | Trident | ESP FEA   | ESP SPR   | AUT FEA   | AUT SPR   | GBR FEA   | GBR SPR   | GER FEA   | GER SPR   | HUN FEA   | HUN SPR   | BEL FEA 18 | BEL SPR 14 | ITA FEA 21 | ITA SPR 13 | RUS FEA   | RUS SPR   | UAE FEA   | UAE SPR   | 20.      | 4    |
| 2015 | Trident | ESP FEA 2 | ESP SPR 8 | AUT FEA 1 | AUT SPR 3 | GBR FEA 4 | GBR SPR 7 | HUN FEA 1 | HUN SPR 4 | BEL FEA 5 | BEL SPR 1 | ITA FEA Ki | ITA SPR 3  | RUS FEA 1  | RUS SPR 8  | BHR FEA 4 | BHR SPR 1 | UAE FEA 5 | UAE SPR 4 | 2.       | 245  |

### Teljes GP2-es eredménylistája
(Táblázat értelmezése)

(Félkövér: pole-pozícióból indult; dőlt: leggyorsabb kört futott) 

| Év   | Csapat  | 1          | 2          | 3          | 4          | 5         | 6          | 7         | 8         | 9         | 10        | 11         | 12         | 13        | 14        | 15        | 16        | 17        | 18         | 19        | 20        | 21         | 22         | Helyezés | Pont |
| ---- | ------- | ---------- | ---------- | ---------- | ---------- | --------- | ---------- | --------- | --------- | --------- | --------- | ---------- | ---------- | --------- | --------- | --------- | --------- | --------- | ---------- | --------- | --------- | ---------- | ---------- | -------- | ---- |
| 2016 | Trident | ESP FEA Ki | ESP SPR 12 | MON FEA Ki | MON SPR 14 | EUR FEA 9 | EUR SPR 12 | AUT FEA 4 | AUT SPR 9 | GBR FEA 5 | GBR SPR 2 | HUN FEA 17 | HUN SPR Ki | GER FEA 2 | GER SPR 4 | BEL FEA 7 | BEL SPR 3 | ITA FEA 6 | ITA SPR Ki | MAL FEA 7 | MAL SPR 1 | UAE FEA 11 | UAE SPR 19 | 8.       | 111  |

### Teljes FIA Formula–2-es eredménysorozata
(Táblázat értelmezése)

(Félkövér: pole-pozícióból indult; dőlt: leggyorsabb kört futott) 

| Év   | Csapat            | 1           | 2           | 3           | 4           | 5         | 6         | 7           | 8            | 9           | 10          | 11         | 12         | 13        | 14         | 15        | 16         | 17        | 18         | 19         | 20         | 21          | 22          | 23          | 24         | 25         | 26         | 27      | 28      | Helyezés | Pont |
| ---- | ----------------- | ----------- | ----------- | ----------- | ----------- | --------- | --------- | ----------- | ------------ | ----------- | ----------- | ---------- | ---------- | --------- | ---------- | --------- | ---------- | --------- | ---------- | ---------- | ---------- | ----------- | ----------- | ----------- | ---------- | ---------- | ---------- | ------- | ------- | -------- | ---- |
| 2017 | Russian Time      | BHR FEA 7   | BHR SPR 2   | ESP FEA 2   | ESP SPR 7   | MON FEA 5 | MON SPR 4 | AZE FEA 16  | AZE SPR 7    | AUT FEA 14  | AUT SPR 4   | GBR FEA 6  | GBR SPR 2  | HUN FEA 6 | HUN SPR 8  | BEL FEA 2 | BEL SPR 3  | ITA FEA 4 | ITA SPR 1  | JER FEA 7  | JER SPR 4  | UAE FEA 3   | UAE SPR 5   |             |            |            |            |         |         | 4.       | 185  |
| 2018 | Campos Racing     | BHR FEA 12  | BHR SPR 6   | AZE FEA Ki  | AZE SPR 14  | ESP FEA 4 | ESP SPR 5 | MON FEA Ki  | MON SPR 10   | FRA FEA 3   | FRA SPR 3   | AUT FEA 12 | AUT SPR 13 | GBR FEA 5 | GBR SPR 6  | HUN FEA 6 | HUN SPR 2  | BEL FEA 7 | BEL SPR 6  | ITA FEA 10 | ITA SPR 6  | RUS FEA Ki  | RUS SPR 14  | UAE FEA 3   | UAE SPR 9  |            |            |         |         | 8.       | 111  |
| 2019 | UNI-Virtuosi      | BHR FEA 2   | BHR SPR 1   | AZE FEA 9   | AZE SPR Ki  | ESP FEA 4 | ESP SPR 2 | MON FEA Kiz | MON SPR Ki   | FRA FEA Ki  | FRA SPR 12  | AUT FEA 2  | AUT SPR 2  | GBR FEA 1 | GBR SPR 15 | HUN FEA 4 | HUN SPR 8  | BEL FEA T | BEL SPR T  | ITA FEA 2  | ITA SPR 15 | RUS FEA 4   | RUS SPR 1   | UAE FEA 6   | UAE SPR 1  |            |            |         |         | 3.       | 207  |
| 2020 | Hitech Grand Prix | AUT1 FEA Ni | AUT1 SPR Ki | AUT2 FEA 11 | AUT2 SPR 10 | HUN FEA 4 | HUN SPR 1 | GBR1 FEA 17 | GBR1 SPR 19† | GBR2 FEA 13 | GBR2 SPR 10 | ESP FEA 8  | ESP SPR 2  | BEL FEA 9 | BEL SPR 5  | ITA FEA 2 | ITA SPR 15 | MUG FEA 2 | MUG SPR Ki | RUS FEA 4  | RUS SPR 5‡ | BHR1 FEA 12 | BHR1 SPR Ki | BHR2 FEA 16 | BHR2 SPR 7 |            |            |         |         | 10.      | 106  |
| 2022 | DAMS              | BHR SPR     | BHR FEA     | KSA SPR     | KSA FEA     | IMO SPR   | IMO FEA   | ESP SPR     | ESP FEA      | MON SPR     | MON FEA     | AZE SPR    | AZE FEA    | GBR SPR   | GBR FEA    | AUT SPR   | AUT FEA    | FRA FEA   | FRA FEA    | HUN SPR    | HUN FEA    | BEL SPR     | BEL FEA     | NED SPR     | NED FEA    | ITA SPR 13 | ITA FEA Ki | UAE SPR | UAE FEA | 25.      | 0    |

† A versenyt nem fejezte be, de helyezését értékelték, mert a versenytáv több, mint 90%-át teljesítette.
‡ A versenyt félbeszakították, és mivel nem teljesítették a táv 75%-át, így csak a pontok felét kapta meg.

### Teljes FIA World Endurance Championship eredménysorozata
(Táblázat értelmezése)

(Félkövér: pole-pozícióból indult; dőlt: leggyorsabb kört futott) 

| Év      | Csapat   | Osztály | Autó              | Motor                   | 1   | 2      | 3   | 4   | 5   | 6   | 7   | 8   | Helyezés | Pont |
| ------- | -------- | ------- | ----------------- | ----------------------- | --- | ------ | --- | --- | --- | --- | --- | --- | -------- | ---- |
| 2019–20 | Team LNT | LMP1    | Ginetta G60-LT-P1 | AER P60C 2.4 L Turbo V6 | SIL | FUJ 11 | SHA | BHR | SAO | SEB | SPA | LMS | 24.      | 0,5  |

## Külső hivatkozások
- Hivatalos DriverDB honlapja
- Hivatalos GP3 honlapja